# Stara Błotnica
Stara Błotnica ist ein Dorf sowie Sitz der gleichnamigen Landgemeinde im Powiat Białobrzeski der Woiwodschaft Masowien, Polen.

## Gemeinde
Zur Landgemeinde Stara Błotnica gehören folgende 23 Ortschaften mit einem Schulzenamt:
Chruściechów
Czyżówka
Grodzisko
Jakubów
Kaszów
Łępin
Nowy Gózd
Nowy Kadłubek
Nowy Kiełbów
Pągowiec
Pierzchnia
Ryki
Siemiradz
Stara Błotnica
Stare Siekluki
Stare Żdżary
Stary Gózd
Stary Kadłub
Stary Kadłubek
Stary Kiełbów
Stary Kobylnik
Stary Osów
Stary Sopot
Tursk
Żabia Wola
Weitere Orte der Gemeinde sind Cupel, Kadłubek-Podlas, Krzywda, Nowy Kobylnik, Recica, Trąbki, Wólka Pierzchnieńska und Zamłynie.